# Джиен
Джиен (крымскотат.  и тат. cıyın, җыен, баш. йыйын, букв. — «собрание») — народное собрание у татар, башкир, крымских татар и некоторых других тюркских народов для решения политических и социальных вопросов, так же орган самоуправления племени или рода, народный праздник.

## Описание

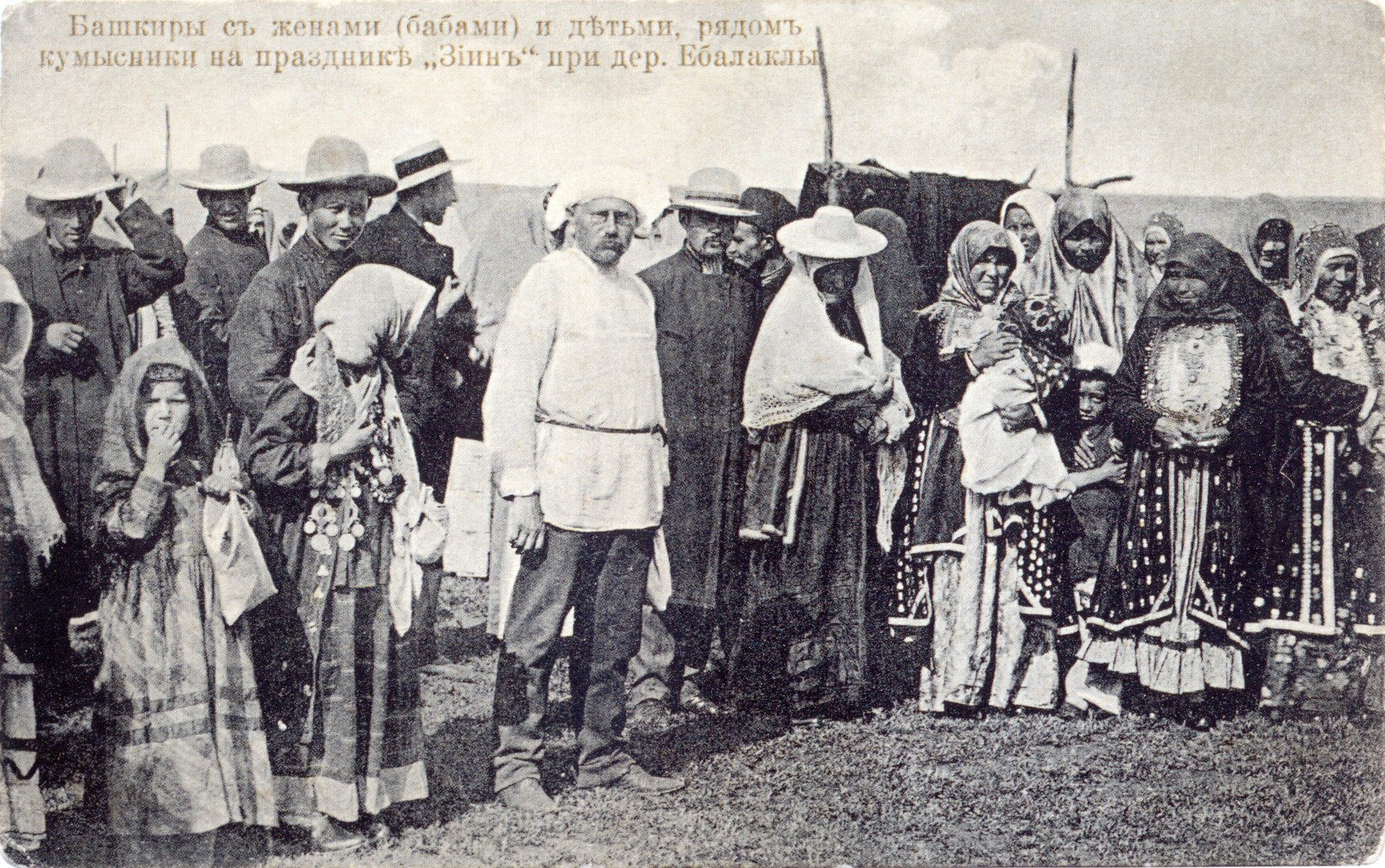
Башкиры на празднике йыйын. Начало XX века, д. Ябалаклы

Общественные собрания в праздничной форме, отражающие обрядовую культуру и общественные отношения, сложились у тюрков в недрах первобытно-общинного строя. Джиен возник как орган родоплеменного самоуправления общины, в функции которого входило решение проблем войны и мира, уточнения границ родоплеменных территорий, порядка перекочёвок, улаживания межродовых споров, трений.
В работе Джиена участвовали только взрослые мужчины. Особую роль на джиен играли старейшины рода — аксакалы. Их слово было решающим. Аксакалы назначали день празднества, совпадающий со временем перекочёвки, собирали средства на его проведение, выполняли судейские функции при определении победителей. И позднее, при переходе к оседлому образу жизни, основные черты джиен сохранились.
Джиену предшествовал совет аксакалов (курултай) с правом решающего голоса. Джиен завершался празднествами с приглашением гостей. Введение волостного управления с середины XVI века привело к потере Джиен функций самоуправления.
К XVIII веку Джиен превратился в праздник, проводившийся в определённое время года. Праздничная площадь оформлялась в виде круга, символом равенства членов рода была совместная трапеза, угощение из одного котла. У башкир соблюдался принцип равного распределения угощения: распитие кумыса из одной чаши, пущенной по кругу, раздача мяса равными долями и другое. На празднике проводились соревнования среди юношей. Победа выдвигала молодого человека в число уважаемых членов общины. В вечернее время молодёжь устраивала «кичке уен» (буквально — «вечерние игры»).
У южных башкир йыйын называют свадебные торжества, приём и угощение гостей перед отъездом невесты, у северных он проводится как ярмарка.
В настоящее время в Татарстане, Башкортостане, Тюменской и Оренбургской областях возрождается традиция проведения джиенов. Каждое лето в 20 км от Тобольска проходит «Искер җыены». Мероприятие это очень похоже на татарстанский «Изге Болгар җыены». Татары Тюменской области съезжаются на территорию бывшей столицы Сибирского ханства, чтобы почтить память своих предков, помолиться за них, вспомнить свою историю.
В новейшую историю у крымских татар термин джиен возвращается как синоним встречи, слёта даже для официальных мероприятий. Например, 23 сентября 2016 года Крымский исторический музей-заповедник посетили участники Всероссийского фестиваля татарского фольклора «Тугэрэк уен». В визите участвовали 90 представителей творческих делегаций из 20 регионов РФ: Республика Татарстан, Республика Башкортостан, Астраханская, Тюменская, Ульяновская области и другие регионы. Они приняли участие в возложении цветов к могиле крымскотатарского просветителя Исмаила Гаспринского. Мероприятие назвали Бахчисарай-джиен.